# Гантт (Південна Кароліна)
Гантт (англ. Gantt) — переписна місцевість (CDP) в США, в окрузі Грінвілл штату Південна Кароліна. Населення — 15 006 осіб (2020).

## Географія
Гантт розташований за координатами 34°47′14″ пн. ш. 82°24′5″ зх. д. / 34.78722° пн. ш. 82.40139° зх. д. (34.787147, -82.401365).  За даними Бюро перепису населення США в 2010 році переписна місцевість мала площу 25,72 км², з яких 25,67 км² — суходіл та 0,04 км² — водойми.

## Демографія
Згідно з переписом 2010 року, у переписній місцевості мешкало 14 229 осіб у 5316 домогосподарствах у складі 3718 родин. Густота населення становила 553 особи/км².  Було 6018 помешкань (234/км²).
Расовий склад населення:
| - 59,2 % — чорних або афроамериканців - 29,1 % — білих - 0,4 % — корінних американців - 0,3 % — азіатів - 9,3 % — осіб інших рас |

До двох чи більше рас належало 1,8 %. Частка іспаномовних становила 13,2 % від усіх жителів.
За віковим діапазоном населення розподілялося таким чином: 26,0 % — особи молодші 18 років, 61,0 % — особи у віці 18—64 років, 13,0 % — особи у віці 65 років та старші. Медіана віку мешканця становила 36,4 року. На 100 осіб жіночої статі у переписній місцевості припадало 92,3 чоловіків;  на 100 жінок у віці від 18 років та старших — 85,8 чоловіків також старших 18 років.
Середній дохід на одне домашнє господарство  становив 47 975 доларів США (медіана — 30 694), а середній дохід на одну сім'ю — 56 897 доларів (медіана — 36 161). Медіана доходів становила 32 089 доларів для чоловіків та 25 929 доларів для жінок. За межею бідності перебувало 29,5 % осіб, у тому числі 49,6 % дітей у віці до 18 років та 10,6 % осіб у віці 65 років та старших.
Цивільне працевлаштоване населення становило 5626 осіб. Основні галузі зайнятості: виробництво — 21,7 %, освіта, охорона здоров'я та соціальна допомога — 18,5 %, роздрібна торгівля — 11,9 %, мистецтво, розваги та відпочинок — 9,6 %.